# Mkilua fragrans
Mkilua fragrans Verdc. – gatunek rośliny z monotypowego rodzaju Mkilua w obrębie rodziny flaszowcowatych (Annonaceae Juss.). Występuje naturalnie w Kenii oraz Tanzanii. 

## Morfologia
PokrójZimozielone drzewo lub krzew dorastające do 2–5 m wysokości. Jest bardzo rozgałęzione. Kora ma ciemnoszarą barwę i jest gładka. Młode pędy są owłosione.
LiścieNaprzemianległe. Mają eliptyczny lub podłużnie eliptyczny kształt. Mierzą 7–14 cm długości oraz 1–7 cm szerokości. Nasada liścia jest klinowa. Blaszka liściowa jest o wierzchołku od tępego do spiczastego. Ogonek liściowy jest nagi i dorasta do 1–2 mm długości.
KwiatyPromieniste, obupłciowe, pojedyncze lub zebrane po 2–3 w wierzchotki, rozwijają się w kątach pędów. Wydzielają zapach. Mają 3 wolne działki kielicha, nienakładające się na siebie, mają półokrągły kształt i dorastają do 4–6 mm długości. Płatków jest 6, ułożonych w dwóch okółkach, mają odwrotnie eliptyczny kształt, początkowo mają zielony kolor, później przebarwiając się na biało, żółto lub pomarańczowo, mają czerwonopurpurową barwę u podstawy, osiągają do 21–35 mm długości. Kwiaty mają 30–40 owłosionych owocolistków o długości 2–3 mm.
OwoceMają prawie cylindryczny kształt, zebrane po 20–30 w owoc zbiorowy. Są prawie siedzące. Osiągają 45–50 mm długości i 6–10 mm szerokości.

## Biologia i ekologia
Rośnie w wilgotnych zimozielonych lasach lub w lasach podzwrotnikowych (częściowo zimozielonych), na wybrzeżu, na terenach nizinnych. 

## Zastosowanie
Kwiaty są wykorzystywane jako perfumy przez arabskie i suahilijskie kobiety.